# 今井美樹 (デザイン学者)
今井 美樹（いまい みき）は、日本のデザイン学者。大阪工業大学ロボティクス&デザイン工学部空間デザイン学科教授。意匠学会学会賞選考委員会副委員長・第64回意匠学会大会2022実行委員長。大阪市屋外広告物審議会委員。産学連携デザイナー育成プロジェクト2013実行委員。毎日放送（MBS）番組審議会委員。
専門は、デザイン史・デザイン論（特にヨーロッパ）、グラフィックデザイン・ビジュアルデザイン・エディトリアルデザイン、キュレーション。

## 略歴
京都工芸繊維大学工芸学研究科修士課程修了。デザイン事務所、サントリーミュージアム（現在の大阪文化館・天保山）学芸員を経て、2007年に大阪工業大学に着任。2012年工学部准教授を経て、現在は、ロボティクス＆デザイン工学部空間デザイン学科教授。
指導する研究室学生が作成したデザイン動画が、内閣官房都市再生本部都市再生プロジェクト“水都大阪プロジェクト“に「大阪工業大学 × 水都大阪コンソーシアム コラボレーション動画」として採用されている。

## 著書
- 『国際デザイン史』〜日本の意匠と東西交流、ISBN 4784210792 - フランスとのデザイン交流・フランスのポスター芸術と日本（共著、思文閣出版／2001年）
- 『近代デザイン史』（共著、武蔵野美術大学出版局／2006年）[9]
- 『近代から現代までのデザイン史入門 1750-2000(晃洋書房、2007)』( 意匠学会『デザイン理論』第52号 )
- 『デザインの力』 〜ウィリアム・モリスとイギリスのユートピア思想（共著、晃洋書房／2010年）
- 『近代工芸運動とデザイン史』 〜フランスの近代装飾・工芸運動 - アール・ヌーヴォーを中心に（共著、思文閣出版／2008年）
- 『光の魔術師 インゴ・マウラー展』 〜ドイツのインゴ・マウラーのデザイン（監修、エクス・コア／2006年 ）
- 『スイスデザイン展』〜東京オペラシティアートギャラリー（共著、キュレイターズ、2015）[10]